# Франциск I (герцог Лотарингії)
Франциск (Франц) I (фр. François Ier, нім. Franz I.; 23 серпня 1517 — 12 червня 1545) — герцог Лотарингії і Бара в 1544—1545 роках.

## Життєпис
Походив з Другого Водемонського або Третього Лотаринзького дому. Старший син Антуана I, герцога Лотарингії і Бара, та Рене де Бурбон-Монпасьє. Народився 1517 року в Нансі. Отримав титул маркіза Понт-а-Муссон. 1527 року був заручений з Анною Клевською, але весілля не відбулося через перехід її батька Йоганна III до лютеранства.
1541 року в Брюсселі одружився з донькою колишнього дансько-норвезького короля Кристіана II і водночас небогою імператора Карла V.
1544 року після смерті батька став новим правителем Лотарингії й Бара. Продовжив політику нейтралітету щодо Франції та Священної Римської імперії. Це дозволило Франциску I відіграти важливу роль в укладанні Крепійського договору між королем Франції Франциском I Валуа й імператором Карлом V Габсбургом.
Раптово помер у 1545 році в Ремірмоні. Йому спадкував син Карл.

## Родина
Дружина — Христина, донька Кристіана II, короля Данії та Норвегії
Діти:
- Карл (1543—1608), герцог Лотарингії і Бара
- Рене (1544—1602), дружина Вільгельма V Віттельсбаха, герцога Баварії
- Дорота (1545—1621), дружина Еріха II, герцога Брауншвейг-Каленберга